# Aurélie Revillet
Aurélie Revillet (* 13. Februar 1986 in Moûtiers) ist eine ehemalige französische Skirennläuferin. Sie war auf die Disziplinen Abfahrt und Super-G spezialisiert.

## Biografie
Revillet begann als Zehnjährige an Kinderskirennen teilzunehmen, in den Jugendkategorien gewann sie mehrere französische Meistertitel. Im Dezember 2001 bestritt sie erstmals ein FIS-Rennen. 2002 erlitt sie einen Kreuzbandriss und fiel über ein Jahr lang aus. Einsätze im Europacup folgten ab Januar 2004. Bei der Juniorenweltmeisterschaften 2005 wurde sie Vierte in der Abfahrt, ein Jahr später gewann sie in derselben Disziplin die Bronzemedaille. 2006 wurde sie zum ersten von insgesamt drei Mal französische Meisterin in der Abfahrt.
Ohne im Europacup je eine Podestplatzierung erreicht zu haben, nahm Revillet am 19. Dezember 2006 erstmals an einem Weltcuprennen teil, der Abfahrt in Val-d’Isère. Als 29. der Superkombination in Tarvisio holte sie sich im März 2007 erstmals Weltcuppunkte. Im Jahr 2009 nahm sie an den Weltmeisterschaften in Val-d’Isère teil und belegte den 12. Rang in der Abfahrt sowie den 24. Rang im Super-G. Am 21. Februar 2009 erzielte Revillet ihr bestes Weltcupergebnis, als sie die Abfahrt in Tarvisio auf dem fünften Platz beendete. Im nächsten Winter erreichte sie vier Top-10-Ergebnisse in Weltcup-Abfahrten und damit den zwölften Platz im Abfahrtsweltcup. Dieses Niveau konnte sie in der Saison 2010/11 nicht halten. Sie fuhr in keinem Rennen unter die schnellsten zehn und fiel auf Platz 24 im Abfahrtsweltcup zurück. Bei den Olympischen Winterspielen 2010 fuhr Revillet auf Platz 17 in der Abfahrt und Rang 22 im Super-G, bei den Weltmeisterschaften 2011 lediglich auf Rang 26 in der Abfahrt.
In der Saison 2011/12 war Revillets bestes Weltcupergebnis der siebte Platz in der Abfahrt von Garmisch-Partenkirchen. Weitere drei Mal fuhr sie unter die schnellsten 20. Am Ende des Winters gab sie im Alter von 26 Jahren ihren Rücktritt vom Skirennsport bekannt. Revillet studierte während zwei Semestern Soziologie, ließ sich dann aber im Fernstudium zur Grafikdesignerin ausbilden. Ihre Ausgleichssportart war Segeln auf dem Lac d’Annecy.

## Erfolge

### Olympische Spiele
- Vancouver 2010: 17. Abfahrt, 22. Super-G

### Weltmeisterschaften
- Val-d’Isère 2009: 12. Abfahrt, 24. Super-G
- Garmisch-Partenkirchen 2011: 26. Abfahrt

### Junioren-Weltmeisterschaften
- Bardonecchia 2005: 4. Abfahrt, 15. Super-G, 47. Riesenslalom
- Québec 2006: 3. Abfahrt

### Weltcup
- 6 Platzierungen unter den besten zehn

### Weitere Erfolge
- 3 französische Meistertitel (Abfahrt 2006, 2009 und 2010)
- 3 Siege bei FIS-Rennen (2× Riesenslalom, 1× Super-G)